# كفر المرازقة
قرية كفر المرازقة هي إحدى القرى التابعة لمركز قلين في محافظة كفر الشيخ في جمهورية مصر العربية. حسب إحصاءات سنة 2006، بلغ إجمالي السكان في كفر المرازقة 10965 نسمة، منهم 5528 رجل و5437 امرأة.